# Aérodrome de Canton
Ne doit pas être confondu avec Aéroport international de Canton-Baiyun.
Pour les articles homonymes, voir CIS.
L'aérodrome de Canton (code AITA CIS) est un aéroport situé à Canton, dans les îles Phœnix.
Après avoir été une importante escale trans-Pacifique, il ne sert plus que comme piste d'atterrissage d'urgence même si Air Kiribati envisage, en 2018, des liaisons régulières à partir de l'aérodrome de Tabiteuea-Nord.
La piste est construite sur la partie nord-ouest de l'atoll entre 1938 et 1939 par la Pan American Airways comme escale de la compagnie sur le trajet entre San Francisco, les Hawaï et la Nouvelle-Zélande, après que ses Clipper ont utilisé le lagon pour escale sur la même route.
En mai 2021, la Chine est soupçonnée de vouloir réhabiliter la piste d'atterrissage pour s'implanter sur l'île.

## Situation
| Abaiang Abemama Aranuka Arorae Beru Bonriki Butaritari Canton Cassidy Kuria Maiana Makin Nonouti Tabiteuea-Nord Tabiteuea-Sud Tamana Teraina Tabuaeran Marakei Nikunau |